# Stowarzyszenie Twórców Ludowych
Stowarzyszenie Twórców Ludowych (STL) – ogólnopolska organizacja powstała w Lublinie w 1968 r. zrzeszającą twórców uprawiających różnorodne dyscypliny plastyczne, pisarstwo czy folklor. Celem Stowarzyszenia Twórców Ludowych jest twórcze kultywowanie tradycji kultury ludowej we wszystkich dziedzinach i rodzajach plastyki, folkloru i literatury ludowej, popularyzacja najwartościowszych przejawów artystycznej twórczości ludowej, roztaczanie opieki nad twórcami ludowymi, ich reprezentacja oraz zbiorowe zarządzanie i ochrona powierzonych Stowarzyszeniu praw autorskich lub praw pokrewnych. Stowarzyszenie Twórców Ludowych liczy ponad 3 tysiące członków.
STL w sferze kultury skupia się przede wszystkim na działalności upowszechnieniowej i wydawniczej. Działalność upowszechnieniowa (w formie zadań zleconych i środków własnych) wyraża się poprzez organizację: targów (m.in. w Kazimierzu Dolnym nad Wisłą), kiermaszy, przeglądów, warsztatów twórczych, pokazów technik rękodzielniczych, ogólnopolskich konkursów (m.in.: literackiego im. Jana Pocka), imprez w ramach programu „Ginące zawody”, odczytów, spotkań, wystaw, seminariów naukowych. STL jest również wydawcą kwartalnika „Twórczość Ludowa”.
Decyzją Ministra Kultury 1 lutego 1995 wydano stowarzyszeniu zezwolenie na zbiorowe zarządzanie prawami autorskimi do utworów twórców ludowych na następujących polach eksploatacji:
utrwalanie, zwielokrotnianie określoną techniką, wprowadzenie do obrotu, publiczne wykonanie lub publiczne odtworzenie, wyświetlanie, najem, dzierżawa, nadawanie za pomocą wizji i fonii przewodowej albo bezprzewodowej przez stację naziemną, nadawanie za pośrednictwem satelity, równoczesne i integralne nadanie utworu nadawanego przez inną organizację radiową i telewizyjną; jak również prawami pokrewnymi artystów ludowych do artystycznych wykonań na następujących polach eksploatacji: utrwalanie, zwielokrotnianie określoną techniką, wprowadzanie do obrotu, najem, dzierżawa, publiczne odtwarzanie oraz nadawanie, jeżeli nie są dokonywane za pomocą wprowadzonego do obrotu egzemplarza.
Od 2008 roku STL jest wydawcą Polsce portalu KulturaLudowa.pl, który poświęcony jest kulturze tradycyjnej, a także jej przemianom i zjawiskom we współczesnym świecie. Znaleźć tam można m.in. aktualności, informacje o wystawach, festiwalach, konkursach, warsztatach, relacje z imprez, nowości wydawnicze, oraz recenzje, bazę teleadresową (skanseny, muzea etnograficzne, izby regionalne), jedyną w Polsce ogólnopolską bazę danych o zespołach i kapelach ludowych, sylwetki twórców ludowych.
Oprócz części informacyjnej ważnym elementem jest dział poświęcony teoretycznym zagadnieniom kultury ludowej: obszerne teksty m.in. o sztuce, muzyce ludowej, o dawnych obrzędach i zwyczajach, mniejszościach narodowych.
Do współpracy zostali zaproszeni najwybitniejsi etnografowie i badacze kultury tradycyjnej w Polsce.
Nazwa przyznawanej przez stowarzyszenie dorocznej nagrody za najciekawsze wydarzenia folklorystyczne, Ludowe Oskary, nawiązująca do Oskara Kolberga, została uznana w 2012 przez Amerykańską Akademię Filmową za naruszające prawa autorskie ich nagrody, filmowego Oscara. Stowarzyszenie wezwane zostało przez prawników amerykańskiej instytucji do zmiany nazwy. 
W 2024 Stowarzyszenie zostało uhonorowane Doroczną Nagrodą Ministra Kultury i Dziedzictwa Narodowego w kategorii ochrony dziedzictwa kulturowego.

## Działalność wydawnicza
- Twórczość Ludowa – kwartalnik, jedyne tego typu pismo w Polsce. Informacje o imprezach ludowych, twórcach, przeglądach, warsztatach oraz kulturze ludowej.